# Liochthonius
Liochthonius – rodzaj roztoczy z kohorty mechowców i rodziny Brachychthoniidae.
Rodzaj ten został opisany w 1959 roku przez Leenderta van der Hammena. Gatunkiem typowym wyznaczono Brachychthonius perpusillus.
Mechowce te mają notogaster z dwoma szwami i szczeciną d3 odsuniętą od krawędzi. Tylna część hysterosomy jest u nich pozbawiona guzków, a płytki suprapleuralne nie występują.
Rodzaj kosmopolityczny.
Należą tu 74 opisane gatunki, zgrupowanych w 2 podrodzajach:
Podrodzaj: Liochthonius (Liochthonius) Hammen, 1959

- Liochthonius africanus Mahunka, 1983
- Liochthonius alius Chinone, 1978
- Liochthonius alpestris (Forsslund, 1958)
- Liochthonius altimonticola (Hammer, 1958)
- Liochthonius altus (Hammer, 1958)
- Liochthonius andinus (Hammer, 1958)
- Liochthonius andrewi Evison, 1981
- Liochthonius approximatus (Jacot, 1939)
- Liochthonius asper Chinone, 1978
- Liochthonius attenuatus (Jacot, 1938)
- Liochthonius australis Covarrubias, 1968
- Liochthonius bifurcatus (Jacot, 1936)
- Liochthonius brevis (Michael, 1888)
- Liochthonius breviseta (Hammer, 1958)
- Liochthonius clavatus (Forsslund, 1942)
- Liochthonius crassus Chinone, 1978
- Liochthonius dilutus Moritz, 1976
- Liochthonius evansi (Forsslund, 1958)
- Liochthonius fimbriatissimus Hammer, 1962
- Liochthonius fimbriatus (Jacot, 1936)
- Liochthonius forsslundi (Hammer, 1952)
- Liochthonius furcillatus (Willmann, 1942)
- Liochthonius galba Chinone, 1978
- Liochthonius gisini (Schweizer, 1948)
- Liochthonius horridus (Sellnick, 1928)
- Liochthonius hystricinus (Forsslund, 1942)
- Liochthonius idem Hammer, 1966
- Liochthonius intermedius Chinone et Aoki, 1972
- Liochthonius khencensis Hammer, 1961
- Liochthonius kirghisicus Krivolutsky, 1971
- Liochthonius lacunosus  Wang et Cui, 1992
- Liochthonius laetepictus (Berlese, 1910)
- Liochthonius lapponicus (Trägårdh, 1910)
- Liochthonius latus (Jacot, 1936)
- Liochthonius lentus Chinone, 1974
- Liochthonius leptaleus Moritz, 1976
- Liochthonius longipilus (Womersley, 1945)
- Liochthonius mollis (Hammer, 1958)
- Liochthonius moritzi Balogh et Mahunka, 1983
- Liochthonius muscorum Forsslund, 1964
- Liochthonius mussardi Mahunka, 1974
- Liochthonius neglectus Moritz, 1976
- Liochthonius neonominatus Subías, 2004
- Liochthonius nodifer Hammer, 1962
- Liochthonius nortoni R. Martínez et Casanueva, 1995
- Liochthonius oceanicus Hammer, 1973
- Liochthonius ohnishi Chinone, 1978
- Liochthonius patagoniensis Hammer, 1962
- Liochthonius peduncularius (Strenzke, 1951)
- Liochthonius penicillus Chinone, 1978
- Liochthonius pepitensis Hammer, 1962
- Liochthonius perelegans Moritz, 1976
- Liochthonius perfusorius Moritz, 1976
- Liochthonius phitosi Mahunka, 1982
- Liochthonius plumosus Mahunka, 1969
- Liochthonius prior (Jacot, 1938)
- Liochthonius propinquus Niedbała, 1972
- Liochthonius pseudohystricinus Balogh et Mahunka, 1983
- Liochthonius pusillus Chinone, 1978
- Liochthonius rigidisetosus Hammer, 1962
- Liochthonius saltaensis (Hammer, 1958)
- Liochthonius sellnicki (Thor, 1930)
- Liochthonius similis Mahunka, 1974
- Liochthonius simplex (Forsslund, 1942)
- Liochthonius strenzkei Forsslund, 1963
- Liochthonius szemmelveiszi J. et P. Balogh, 1983
- Liochthonius tanzanicus Mahunka, 1984
- Liochthonius tuberculatus Hammer, 1961
- Liochthonius tuxeni (Forsslund, 1957)
- Liochthonius tyrrhenicus Bernini, 1985
- Liochthonius tumidus Mahunka et Mahunka-Papp, 2006
- Liochthonius tumulosus Mahunka et Mahunka-Papp, 2006
- Liochthonius unilateralis Hammer, 1962

Podrodzaj: Liochthonius (Afroliochthonius) Mahunka, 1995
- Liochthonius reductus Mahunka, 1995